# Panicum rigidum
Panicum rigidum är en gräsart som beskrevs av Isaac Bayley Balfour. Panicum rigidum ingår i släktet vipphirser, och familjen gräs. IUCN kategoriserar arten globalt som livskraftig. Inga underarter finns listade i Catalogue of Life.